# Henry Livingston Junior
Pour les articles homonymes, voir Famille Livingston et Livingston.
Henry Livingston junior (13 octobre 1748 – 29 février 1828) est l'auteur présumé du poème, publié anonymement, A Visit from St. Nicholas.
En 1837, neuf ans après la mort de Livingston, Clement Clarke Moore, spécialiste de la Bible de New York, a été crédité comme auteur du poème. Ce n'est que vingt ans après que la famille de Livingston a été informée de cette revendication de Moore. À partir de 1900, la famille de Henry a revendiqué la paternité du poème pour Henry Livingston junior.
Depuis, la question de la paternité de l’œuvre a été débattue à de nombreuses reprises par les experts des deux auteurs.

## Biographie
Henry Livingston junior est né le 13 octobre 1748 à Poughkeepsie dans l’État de New York. Il est le troisième des onze enfants de Henry Livingston, Sr. et de Susannah Conklin.
Il s'installe en 1771 dans sa propriété de Locust Grove, proche de Poughkeepsie. Il y exploite le bois pour les scieries, pratique l'élevage et tire profit d'un point d'atterrissage pour sloops sur le fleuve Hudson nommé Harry's Point.
En 1774, Livingston se marie avec Sarah Welles, fille du révérend Noah Welles, ministre du culte de la Congregational Church (en) de Stamford,.
Leur fille Catherine naît peu de temps avant que Livingston ne rejoigne l'armée pour un enrôlement de six mois. Il est nommé major lors de l'expédition du Canada de Richard Montgomery.
En 1776, leur fils Henry Welles Livingston naît. L'enfant décède à quatorze mois des suites de graves brûlures. Leur deuxième fils porte le même nom, selon la pratique commune de nécronyme.
Lorsque Sarah meurt en 1783, les enfants sont mis en pension. Pendant cette période, Henry Livingston commence à écrire de la poésie.
Durant dix ans, Henry Livingston écrit de la poésie et dessine pour ses amis et sa famille. Certaines de ses œuvres sont publiées dans le New York Magazine et dans le Poughkeepsie Journal. Toutefois, s'il signe ses dessins, ses poèmes sont publiés anonymement ou quelques fois signé « R » 
Dix ans après la mort de Sarah, en 1793, Henry Livingston se remarie avec Jane Patterson qui a vingt-quatre ans, soit vingt-et-un ans de moins que son époux. Leur premier enfant naît neuf mois après le mariage. Par la suite, le couple a sept autres enfants. C'est pour cette seconde famille que Henry Livingston aurait écrit A Visit from St. Nicholas,.
Henry Livingston meurt le 29 février 1828 à l'âge de 79 ans.

## Famille
Henry Livingston Junior est un descendant de la Famille Livingston, ayant émigré d'Écosse vers les Provinces-Unies puis vers la Province de New York au XVIIe siècle. Descendant de William, 4e Comte de Linlithgow (en), cette famille comprend Philip Livingston, signataire de la Déclaration d'indépendance des États-Unis et William Livingston, signataire de la Constitution des États-Unis.
Henry est l'arrière-petit-fils de Robert Livingston (1654-1725), 1er Lord du Livingston Manor (en).

## A Visit from St. Nicholas

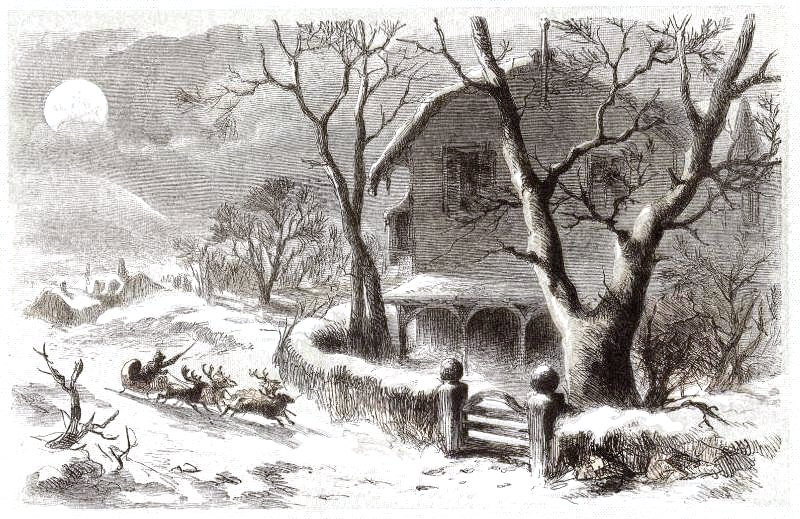
A Visit From Saint Nicholas illustré par F. O. C. Darley - 1862

Le poème de Noël, A Visit from St. Nicholas, est publié anonymement pour la première fois le 23 décembre 1823, dans le quotidien de Troy, le Sentinel.
Charles et Edwin, fils de Henry Livingston junior, ainsi que leur voisine Eliza (devenu ultérieurement l'épouse de Charles), ont attesté avoir entendu leur père leur lire le poème en 1807. Après la mort de Henry, Charles aurait trouvé un exemplaire du journal contenant A Visit from St. Nicholas dans le bureau de son père, tandis que son fils Sidney aurait trouvé un manuscrit du poème comportant des ratures.
Après la mort de Sidney, son frère Edwin hérite du manuscrit qui aurait brûlé en 1859, dans l'incendie de la maison du Wiscontin où il vivait avec sa sœur, Susan,.
En 1837, Charles Fenno Hoffman (en), rédacteur en chef du The New-York Book of Poetry attribue le poème à son ami, Clement Clarke Moore.
En 1844, sur l'insistance de ses enfants, Moore publie le poème dans son livre Poems,.
C'est seulement en 1859, soit 26 ans après la publication anonyme de A Visit from St. Nicholas dans le Sentinel de Troy, que la famille de Henry découvre que Moore est reconnu comme auteur du poème.
En 1879, les descendants d'Henry comparent leurs souvenirs respectifs dans l'espoir d'y trouver des preuves de la paternité de Henry Livingston junior.
En 1899, même sans preuve, le petit-fils de Sidney publie la première demande de reconnaissance de Henry Livingston junior comme auteur de A Visit from St. Nicholas. Cette publication attire peu d'attention .
En 1920, l'arrière-petit-fils de Henry, William Sturgis Thomas, commence à s’intéresser à l'histoire de sa famille et collecte les souvenirs et documents conservés par les descendants. Il publie le résultat de ses recherches en 1919 dans le  Duchess County Historical Society yearbook. Thomas a mis ses recherches à la disposition de Winthrop P. Tryon pour son article publié dans Christian Science Monitor, le 4 aout 1920.
Pour Donald Wayne Foster, professeur d'anglais au Vassar College de New-York, Livingston est un meilleur candidat que Moore comme auteur de A Visit from St. Nicholas,.